# Битва при Кульякане
Битва при Кульякане — неудачная операция Национальной гвардии Мексики по поимке Овидио Гусмана Лопеса (сына главы картеля Синалоа Хоакина «Эль Чапо» Гусмана) для выдачи США по обвинению в наркоторговле.

## События
17 октября 2019 года большая колонна автомобилей подъехала к дому Гусмана Лопеса в Кульякане, Синалоа, на основании ордера на экстрадицию американского судьи, после чего подверглась обстрелу. Военным удалось схватить Гусмана Лопеса, но они быстро оказались в окружении боевиков картеля.
Около 700 боевиков картеля начали атаковать гражданские, правительственные и военные объекты по всему городу, и можно было видеть густые столбы дыма, поднимающиеся от горящих машин и транспортных средств. Картель был хорошо оснащён бронетехникой, бронежилетами, крупнокалиберным оружием, винтовками, гранатометами и пулемётами. В конце концов, Гусман Лопес был освобождён после того, как картель взял в заложники несколько человек, в том числе восемь военнослужащих и жилой квартал в Кульякане, где жили семьи военных.
Президент Андрес Мануэль Лопес Обрадор защищал решение об освобождении Гусмана Лопеса, утверждая, что это предотвратило дальнейшие человеческие жертвы, настаивая на том, что он хотел умиротворить страну и не хотел новых массовых убийств, и утверждая, что захват одного контрабандиста не может быть более ценным, чем жизни мирных жителей. Признав, что силы безопасности недооценили численность картеля и его способность реагировать, Лопес Обрадор также пояснил, что уголовный процесс против Гусмана Лопеса всё ещё продолжается, отправив 8000 солдат и полицейских подкреплений для восстановления порядка в Кульякане.
После очередной операции в Кульякане 5 января 2023 года Гусман Лопес был успешно схвачен мексиканскими властями и переправлен в федеральную тюрьму строгого режима Альтиплано в Альмолойя-де-Хуарес.